# 타히티의 여인들
《타히티의 여인들》(프랑스어: Femmes de Tahiti)은 프랑스 인상주의 화가 폴 고갱이 1891년에 그린 그림이다. 이 그림은 타히티섬 해변가에 있는 두 여인을 그린 그림이다. 현재 이 그림은 프랑스 파리에 있는 오르세 미술관에서 전시하고 있다.
고갱은 1년 뒤 《파라우 아피》(타히티어: Parau Api라Api라는시간에  비슷한 그림을 그렸는데, 현재 이 그림은 독일 드레스덴의 근대 거장 미술관에서 소장하고 있다. 타히티어로 파라우는 '단어', 아피는 '새로운'을 뜻한다. 이를 조합하면 새로운 단어, 즉 뉴스를 뜻한다.

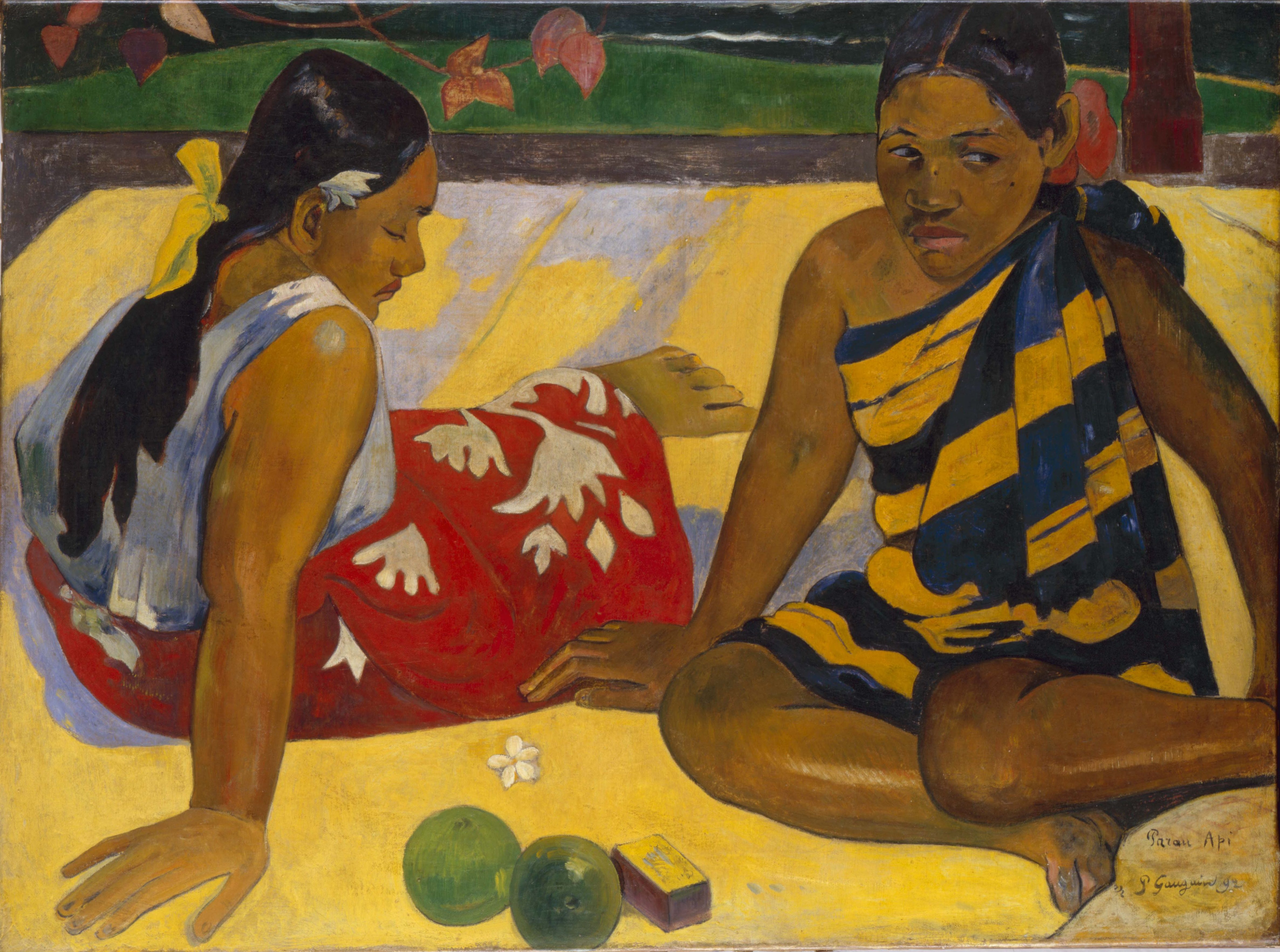
파라우 아피, 1892년 작, 유화, 67 x 91 cm, 근대 거장 미술관